# Магнолія гватемальська
{{#ifeq:0|0|{{#if:|{{#if:Magnoliaguatemalensis|[[]}}|}}}}
Магнолія гватемальська (лат. Magnolia guatemalensis) — вид рослин родини магнолієві (Magnoliaceae), вічнозелене дерево, що походить з вологих гірських хмарних лісів штату Чіапас на південному сході Мексики, а також Гватемали, Сальвадору та Гондурасу. Даний вид вважається індикатором хмарного лісу.
В складі виду розрізняють два підвиди: власне магнолію гватемальську (Magnolia guatemalensis subsp.guatemalensis), що є ендеміком Гватемали, і магнолію гондураську (Magnolia guatemalensis subsp. hondurensis), яка росте в Мексиці, Сальвадорі та Гондурасі. Обидва підвиди вважаються такими, що перебувають під загрозою.
Магнолія гватемальська була успішно гібридизована з магнолією великоквітковою.